# Francis Masse
Francis Masse (Gap; 21 de agosto de 1948), más conocido como Masse, es un artista y escultor francés. A principios de la década de 1970, se dio a conocer por primera vez a través de sus esculturas. A finales de los 80, Masse abandonó el cómic y se dedicó a la escultura. Desde 2007, Masse expone sus obras, reedita sus planchas y álbumes y publica obras originales.
Su universo poético está atendido por una gráfica original donde las escenas se crean mediante sombreados, así como por un trabajo sutil sobre el relieve, el encuadre y las perspectivas. Es especialmente del álbum Les Deux du Balcon (1985), que Masse se centra en temas científicos: física, astrofísica, cosmología, caos, mecánica cuántica, etc. y los extrapola con fantasía en un universo con Nonsense, poético y jubiloso.
Encontramos la influencia del trabajo de Masse en el cine en su primo inglés: Terry Gilliam de Mad Magazine y la artesanía gráfica de Monty Python (versión nonsense), así como en la tira cómica de sus hijos perdidos: Daniel Goossens de L'Encyclopédie des bébés (versión geek) y Marc-Antoine Mathieu de L'Origine (versión aplicada).
Sus personajes son absurdos, con sus narices grandes, sus sombreros y sus abrigos.

## Biografía
Después de la secundaria, estudió bellas artes primero en Nancy y luego en Grenoble: primero se dio a conocer  a través de sus esculturas, un aspecto poco conocido de su obra que sin embargo se ha convertido en su actividad principal desde la década de 1990. Desde principios de la década de 1970, produjo sus primeros cómics, incluido el "beckettiano"  Le roi de le Monde publicado en Le Canard Sauvage en 1973. Produjo animaciones cuyos gráficos presagian el estilo particular de sus cómics. Yves Frémion señala que su universo estuvo en su lugar desde el principio. Masse utiliza rayados, tramas y revestimiento satinado. El dibujo es oscuro, las pantallas detalladas están casi grabadas.
Presenta un universo gráfico que encarna la corriente posterior a 1968. Según Romain Brethes, es uno de esos caricaturistas que han "abrazado sus revoluciones más radicales".
El universo de Masse se describe a menudo como surrealista. Sin embargo, Romain Brethes señala que deberíamos hablar más bien de hiperrealismo, porque en estos cómics, que datan de principios de los 80, "asistimos al mundo de las décadas por venir: catástrofes ecológicas, el mundo de lo multimedia y lo virtual están omnipresentes".

### Dibujos animados
Entre 1970 y 72 abordó la animación en la asociación aaa (Atelier d'Animation d'Annecy) con el Jugement dernier y el Cagouince migrateur. En 1973-74 con Pink Splash Production (creada por Paul Dopff) conocida por su espíritu más bien underground, dirigió Évasion expresse, un cortometraje que combina corte de papel animado y dibujos animados en celulo por el festival Dessins animés et Cie. en 1974 en Ciné-Halles en París.
En su reseña del Festival de Grenoble de 1974, un crítico de Art vivant define el estilo de Évasion Expresse como "gráficos bastante crumbiano" y humor "espléndidamente negro".

### Cómic
Paralelamente a sus animaciones, Masse continúa haciendo cómics, participó por primera vez en el fanzine de Poussin Gonocoque (1973-1974). A partir de ahí, le solicitaron las principales revistas de la época: Actuel, Le Canard Sauvage, L'Écho des Savanes, Charlie Mensuel, Zinc, Hara-Kiri, Métal Hurlant, Surprise y Fluide Glacial.
Publica en el n.º 84 de Charlie Le Complot chromatique, una historia en blanco y negro bastante larga que cuenta la erupción de un pequeño detalle rosa brillante. Yves Frémion señala que "la La Lista de Schindler utiliza un concepto similar".
Sus tableros se agrupan en forma de álbum: Masse en Éditions du Fromage en 1976, Mémoires d'Outre Terre en AUDIE al año siguiente, dos volúmenes de L'Encyclopédie de Masse y dos volúmenes de On m'appelle l'Avalanche con los Humanoïdes Associés en 1982 y 1983. Después del álbum Masse en la colección "30x40" de Futuropolis en 1985 y Les Dessous de la Ville en Hoëbeke en 1985, Casterman reúne en forma de álbum los tableros de Les Deux du Balcon y luego de La Mare aux Pirates, publicados originalmente en À suivre en 1985 y 1987.
En Les Deux du Balcon, "un inmenso homenaje a Flaubert", dos personajes de muy diferente rango social discuten las grandes teorías científicas que utiliza Masse para ofrecer su visión donde la poesía, la fantasía, el humor y el disparate se codean con el rigor científico. Este álbum está considerado como uno de los más representativos de su obra, para Yves Frémion y que representa una "negación definitiva" para quienes creen que la literatura o el cine es "un arte superior a los pequeños-miquets".

### Cultura
Para construir su universo "premonitorio, oscuro, descompuesto.", Masse rocía su obra con alusiones, guiños y pastiches con los que "mata alegremente a la doxa
Philippe Ducat señala que el "drama oscuro" de Masse es que las referencias científicas que utiliza son inusuales en el mundo del cómic y están dirigidas a lectores informados. Ducat añade que autores innovadores como Winshluss, Trondheim, Killoffer, David B., Casanave, Blutch o Gerner consideran  Masse "de manera muy diferente".
Ducat encuentra que "hay algo de William Hogarth en Masse", tienen en común el nonsense, la sátira de la sociedad, el humor mordaz y acerbo. Masse dibuja en papel recubierto de gramaje grueso para luego raspar el material, mientras que Hogarth graba con un cincel en el metal para luego imprimirlo. El inglés encerraba a sus personajes en una caja para experimentar con ellos, jugando con el espacio-tiempo como en The False Perspective. Masse hace lo mismo en las viñetas.
La obra de Masse se compara a menudo con la de Goya, la caricatura, la causticidad y la sátira se escenifican en universos de pesadilla donde reina la fantasía. Según Ducat, el carácter "cucurbitáceo" de Masse recuerda a los retratos satíricos que André Gill publicó en la prensa satírica del Segundo Imperio, sus diseños recuerdan a Little Nemo in Slumberland (1905-14) de Winsor McCay, los collages de Max Ernst, y las cárceles imaginarias de Giovanni Piranese (fuente reclamada por Masse). 

### Ciencias
Masse, se ocupa ampliamente de los campos científicos, en particular en L'Encyclopédie de Masse (1982) y especialmente en Les Deux du Balcon (1985). Philippe Ducat evoca un vínculo lógico con la "ciencia divertida", de Tom Tit (1890), obra en la que experimentos innecesarios se ilustran con grabados rayados en el surrealismo que inspiraron a René Magritte, y siempre según Ducat, "La Science chez Masse rayana el absurdo" y lo comparó con Jean-Pierre Brisset y Gaston de Pawlowski con un humor cercano al de Marcel Duchamp.
El físico y director de la colección "Ciencia Abierta" en Le Seuil, Jean-Marc Lévy-Leblond acoge con satisfacción el deseo de Masse de difundir el conocimiento científico en una "forma absolutamente nueva para un amante de la ciencia, en el sentido más noble del término". Precisa que Masse se inspira en referentes y autoridades como Jouvet, Gould, Ruelle o Aspect, y que esta garantía es necesaria para sustentar la visión delirante de la ciencia contemporánea que escenifica Masse. Según él, Masse demuestra la profunda verdad científica, porque señala que la ciencia progresa escapando del sentido común Agrega que admirar la ciencia no debería significar impedir  divertirse con ella y que hay espacio para el "conocimiento alegre". Termina diciendo que Masse trae una apertura gracias a una nueva escenografía "que escapa tanto a la ilustración plana como a la dudosa metáfora".
El cosmólogo Jean-Philippe Uzan le rinde homenaje durante la conferencia La Cosmologie en Bande Dessinée (2011), refiriéndose a Alfred Jarry, califica el álbum (Vue d'artiste) como una "pataphore innovador" y propone otorgarle simbólicamente el título de doctor en Patafísica por la Universidad de París VI "con una enhorabuena unánime".
El matemático Cédric Villani con motivo del lanzamiento de su álbum Les Rêveurs lunaires cita a sus autores de cómics de referencia y nombra Masse en su póquer de ases con Baudoin, Bourgeon y Tardi. Califica el universo de Masse como confuso a primera vista, pero especifica que uno es "recompensado en gran medida por sus esfuerzos cuando uno se sumerge en él" y que "En mi opinión, On m'appelle l'Avalanche es sin duda una obra importante del "noveno arte".

### De lo real al nonsense
En comentarios relatados por Gabrielle Lefèvre, Masse define su enfoque y su humor diciendo que el trabajo del dibujante es dar una representación de la realidad, como lo hace el científico y que los dos enfoques se complementan al especificar: "Obviamente, soy ¡Más libre que el científico! Sólo estoy obligado a la poesía". Señaló que cuando un científico hace un esfuerzo de vulgarización, se ve obligado a utilizar parábolas, "a veces eso se convierte en Prévert".
Según él, la descripción de la realidad solo puede pasar por el humor, porque "el humor es la gramática de lo que significa varias cosas a la vez". Vincent Baudoux habla del aparente "sinsentido" de Masse y prefiere el término anglosajón de "nonsense" al referirse a Robert Benayoun (Les dingues du nonsense, Baland, 1984) quien considera que el nonsense es lógica extrapolada hasta el punto de absurdo, mientras que el término "sin sentido" refleja la ausencia de lógica.
El calificativo de "nonsense" es el más adecuado para definir la obra de Masse, por eso es más apreciada por un lectorado abierto a la cultura anglosajona. Así, durante el estreno de su película Brazil, Terry Gilliam, el Monty Python estadounidense, le dijo al periódico Liberation que entre sus influencias declaradas se encuentran Goya, los cómics underground estadounidenses y los cómics franceses, con una rara admiración por Masse: "¡Fabuloso! Me encantaría hacer una película con él y sigue asombrándome".
Asimismo, en una entrevista con el periódico Les Inrockuptibles, Art Spiegelman cita a Masse diciendo que lo que estaba haciendo era increíble "su trabajo es importante y muy subestimado". En este artículo, su estilo se describe como tiras "pasadas por la lana de acero de un cinismo carialegre". 

### Masse y el mundo del cómic
Aunque Masse ha publicado en numerosas revistas y producido una veintena de álbumes, nunca ha despertado el entusiasmo del público habitualmente aficionado a los cómics, sin embargo, su trabajo es a menudo aclamado por la crítica y por los artistas que lo citan como referencia.
Para Willem, Masse fue en 1982 "el más grande". Thierry Groensteen evoca en 1984 la "massolatría" reinante en el equipo de los Cahiers de la Bande Dessinée.
Yves Frémion concluye su breve biografía de Masse diciendo que es un artista importante, vivo, divertido, que tiene algo que decir.
Podemos leer en La lettre des Sables d'Olonne que Masse es único, su universo es "oscuro y fantástico", el autor especifica que Masse es el primero y "todavía el único" que ha tratado los problemas científicos en los cómics con "seriedad y fantasía", describe el estilo de "popularización inteligente" y es un género "bastante divertido, bastante subestimado", al tiempo que especifica que la escritura se acerca de Raymond Queneau o Marcel Aymé: "Hay que leerlo como un autor".
Benoît Gilles dice que Masse es reconocido como uno de los "precursores de nuevas libertades" en los cómics.
Durante el Festival de Angoulême de 2012, Art Spiegelman presenta Masse como una de las personalidades importantes de su ahora legendario periódico RAW de Nueva York.
En 2007, el museo de la Abadía de Sainte-Croix en Sables d'Olonne organizó una retrospectiva de dibujos y películas de animación de Masse, así como una exposición de sus esculturas. Association vuelve a publicar On m'appelle l'Avalanche. Le Seuil publica L'Art Attentat, una colección de láminas antiguas coloreadas por Pakito Bolino. El Dernier Cri publica Tsunami au musée, un juego de la oca de edición limitada. De febrero a abril de 2009, aparece con Stéphane Blanquet, Gilbert Shelton, Joost Swarte y Chris Ware en la exposición Quintet en el Museo de Arte contemporáneo de Lyon. Desde 2011, ha comenzado a reeditar sus álbumes y obras originales en editions Glénat. A finales de 2014 reapareció una nueva La Nouvelle Encyclopédie de Masse aumentada en alrededor de cincuenta láminas completamente inéditas, dibujos humorísticos y láminas nunca reeditadas, el artista vuelve a dibujar muchas láminas y reescribe los diálogos.

## Filmografía
- 14 de julio, 1971.
- Le Cagouince Migrateur , 1971.
- Le Jugement Dernier , 1972.
- Évasion expresse , 1973.
- Le Clap , 1973.
- La première ascension du Mont Blanc par un Français, 1974.
- Chimère , 1986. Cortometraje.
- La Loi du chaos, 2002.

## Publicaciones
Lista extraída de la bibliografía detallada.

### Revistas
- (fr) Actuel, Novapress, 1973-1974.
- (fr) L'Écho des Savanes, Éditions du Fromage, 1974-1977.
- (fr) Charlie Mensuel, Éditions du Square, 1974-1976.
- (fr) Hara-Kiri, Éditions du Square, 1975-1976, 1985.
- (fr) Fluide glacial, AUDIE, 1975-1978, 2017-2018.
- (fr) Métal hurlant, Les Humanoïdes Associés, 1975-1977, 1980-1987.
- (es) Métal hurlant, Editorial Nueva Frontera, 1981-1987 (Primera serie)
- (en) RAW, Françoise Mouly y Art Spiegelman, 1982-1985.
- (es) El Víbora, La Cúpula, 1982.
- (fr) Rigolo, Les Humanoïdes Associés, 1984.
- (fr) Zoulou, Novapress, 1984.
- (sv) Epix, edición sueca de Métal hurlant, Tryckt hos Vaasa, circa 1984-1986.
- (fr) Hebdogiciel, SHIFT Éditions, 1985-1986.
- (fr) Le Lynx, :fr:AANAL, 1986.
- (fr) (À suivre), Casterman, 1982-1990.
- (fr) Fluide glacial, AUDIE, Série OR: n°80 del 20/09/2017, n°81 del 21/12/2017, n°82 del 21/03/2018, n°85 del 20/12/2018.

### Ilustraciones de artículos
- (fr) Dossier de Court Métrage, Ediciones Glénat, 1974.
- (fr) La Recherche, alrededor de 1985-1986.
- (fr) Le Français dans le monde, N°200, Hachette, 1986.
- (fr) 9e Art, N°13, enero de 2007, Bande dessinée et philosophie de Hélène Gaudy, Laurent Gerbier, Catherine Ternaux, Thierry Groensteen.

### Diverso
- Ilustración sobre los camiones de basura de Lyon, octubre de 1986 (cf. Le Lynx y Bennes dessinées).
- El periódico Le Monde, un anuncio de los hoteles de Méridien. Premio de dibujos animados publicitarios en prensa 1982.

### Álbumes
- F. Masse, Editions du Fromage, colección "L'Écho des Savanes presenta", 1976.
- Mémoires d'outre-terre, AUDIE, colección "Fluide Glacial", 1977.[18]
- Encyclopédie de Masse, Les Humanoïdes Associés, 1982.
- On m'appelle l'Avalanche, Les Humanoïdes Associés, 1983, y después L'Association, 2007.
- Masse, Futuropolis, colección "30 x 40", 1985.
- Les Dessous de la ville, Hoëbeke, 1985.
- Les Deux du balcon, Casterman, 2011.
- La Mare aux pirates, Casterman, 2013.
- Tsunami au musée, Le Dernier Cri, 2007.
- Cahier de l'Abbaye Sainte-Croix, les trames sombres de Masse, Le Dernier Cri, 2007.
- L'Art attentat, Le Seuil, 2007.
- (Vue d'artiste), Glénat, 2011.
- Contes de Noël, Glénat, 2012.
- Le Modèle Standard, Le Chant des muses, 2012.
- Elle, L'Association, 2014.
- La Nouvelle Encyclopédie de Masse, Glénat, 2014-2015.
- Les deux du Dock, Galerie Dock Sud, 2015.
- La Minute de Silence, Super Loto Éditions, 2015.
- La Dernière Séance, L'Association, 2016.

### Colectivos
- (fr) Érotisme et pornographie dans la BD, Ediciones Glénat, 1978.
- (de) Eine grafische kunst der französische comic p.42-43, Elefanten Press, 1980.
- (fr) Nimbus présente le grand orchestre, Cumulus, 1980.
- (fr) Permis de sourire, Le Cherche midi, 1985.
- (fr) Architectures de bande dessinée, Instituto Francés de Arquitectura, 1985, p. 88.
- (fr) Bennes dessinées, dibujos realizados en camiones de basura en Lyon, Carton Ediciones, 1986.
- (fr) Nous Tintin. 36 portadas imaginarias, Ediciones du Lion, 1987.
- (fr) Le Cas Marsupilami, 20 portadas para Spirou y Fantasio, Ediciones du lion, 1987.
- (fr) La Revanche des régions, Ediciones Glénat, 1992, p.45.
- (fr) Variations sur un même ciel, Ediciones La ville brûlle, 2012, p. 339-341.
- (fr) Fluide Glacial au Louvre, Ediciones Fluide glacial, AUDIE, Colección Album Fluide Glacial, 2018.

## Exposiciones
- Les maîtres de la bande dessinée européenne. Colectivo. Biblioteca Nacional de Francia. París, 2000–2001.
- CNBDI - Cité Internationale de la Bande Dessinée et de l'Image. Angoulême, 2001.
- Les trames sombres de Masse. Retrospectiva personal. Museo de arte contemporáneo de la Abbaye Ste Croix. Les Sables d’Olonne, 2007.
- La Bande Dessinée s’attaque au musée. Colectivo. Museo Granet. Aix en Provence, 2008.
- Quintet. Colectivo con Shelton, Ware, Swarte, Blanquet. Museo de Arte Moderno. Lyon, 2009.
- Le musée privé. Una historia mundial de los cómics de Art Spiegelman. Colectivo. Museo del Cómic. Angoulême, 2012.
- Alternatives. Colectivo. Centro de Arte Contemporáneo Georges Pompidou. Cajarc, 2013.
- Une histoire de Charlie. Retrospectiva personal. Museo del Cómic. Angoulême, 2015.
- Ils parlent par images. En pareja. Galería Dock-Sud. Sète, 2015.
- Enfin Masse !. Personal. Invitado de honor en el festival Fórmula Bula. París, 2015.
- Le Modèle Standard. Personal. Festival "Les Utopiales". Nantes, 2016.
- Tables et festins. Colectivo. Convento Sainte Cécile. Grenoble, 2017.